# Afrikaanse kampioenschappen wielrennen 2018
De dertiende editie van de Afrikaanse kampioenschappen wielrennen vonden plaats van 13 tot en met 18 februari 2018 in Kigali.

## Medaillewinnaars

### Mannen
| Onderdeel      | Goud                                                                   | Zilver                                                                          | Brons                                                                        |
| Elite          | Elite                                                                  | Elite                                                                           | Elite                                                                        |
| -------------- | ---------------------------------------------------------------------- | ------------------------------------------------------------------------------- | ---------------------------------------------------------------------------- |
| Wegwedstrijd   | Amanuel Gebrezgabihier                                                 | Metkel Eyob                                                                     | Azzedine Lagab                                                               |
| Ind. tijdrit   | Mekseb Debesay                                                         | Jean Bosco Nsengimana                                                           | Joseph Areruya                                                               |
| Ploegentijdrit | Eritrea Amanuel Gebrezgabihier Saymon Musie Mekseb Debesay Metkel Eyob | Rwanda Jean Bosco Nsengimana Joseph Areruya Adrien Niyonshuti Valens Ndayisenga | Algerije Abderrahmane Mansouri Azzedine Lagab Islam Mansouri Youcef Reguigui |
| Junioren       |                                                                        |                                                                                 |                                                                              |
| Wegwedstrijd   | Biniyam Ghirmay                                                        | Tomas Goytom                                                                    | Hager Andemaryam                                                             |
| Ind. tijdrit   | Biniyam Ghirmay                                                        | Yves Nkurunziza                                                                 | Natan Medhanie                                                               |
| Ploegentijdrit | Eritrea Biniyam Ghirmay Tomas Goytom Hager Andemaryam Natan Medhanie   | Rwanda Eric Habimana Yves Nkurunziza Barnabé Gahemba Jean Claude Nzafashwanayo  | Namibië Charl du Plooy Alex Miller Schalk van der Merwe Dieter Koen          |

### Vrouwen
| Onderdeel      | Goud                                                                                    | Zilver                                                                          | Brons                                                                                      |
| Elite          | Elite                                                                                   | Elite                                                                           | Elite                                                                                      |
| -------------- | --------------------------------------------------------------------------------------- | ------------------------------------------------------------------------------- | ------------------------------------------------------------------------------------------ |
| Wegwedstrijd   | Bisrat Ghebremeskel                                                                     | Tsega Beyene                                                                    | Mossana Debesay                                                                            |
| Ind. tijdrit   | Mossana Debesay                                                                         | Selam Amha                                                                      | Eyeru Tesfoam Gebru                                                                        |
| Ploegentijdrit | Ethiopië Selam Amha Eyeru Tesfoam Gebru Tsega Beyene Eyerusalem Kelil                   | Eritrea Mossana Debesay Wehazit Kidane Tighisti Ghebrihiwet Bisrat Ghebremeskel | Rwanda Jeanne d'Arc Girubuntu Beatha Ingabire Mangifique Manizabayo Jacqueline Tuyishimire |
| Junioren       |                                                                                         |                                                                                 |                                                                                            |
| Wegwedstrijd   | Desiet Kidane                                                                           | Furtuna Kasahun                                                                 | Zayid Hailu                                                                                |
| Ind. tijdrit   | Desiet Kidane                                                                           | Kasahun Tsadkan Gebremedhn                                                      | Zayid Hailu                                                                                |
| Ploegentijdrit | Rwanda Samantha Mushimiyimana Violette Irakoze Valantine Nzayisenga Jeanette Manishimwe | Burundi Yvonne Iradukunda Goreth Niyubuntu Charlene Habonimana                  |                                                                                            |

## Medaillespiegel
| #      | Land     | Goud | Zilver | Brons | Totaal |
| ------ | -------- | ---- | ------ | ----- | ------ |
| 1      | Eritrea  | 10   | 3      | 3     | 16     |
| 2      | Ethiopië | 1    | 4      | 3     | 8      |
| 3      | Rwanda   | 1    | 4      | 2     | 7      |
| 4      | Algerije | 0    | 0      | 2     | 2      |
| 5      | Burundi  | 0    | 1      | 0     | 1      |
| 6      | Namibië  | 0    | 0      | 1     | 1      |
| Totaal | Totaal   | 12   | 12     | 11    | 35     |